# Hilversum vasútállomás
Hilversum vasútállomás Hollandiában, Hilversum városában található.

## Vasútvonalak
Az állomást az alábbi vasútvonalak érintik:
- Amsterdam–Zutphen-vasútvonal
- Hilversum–Lunetten-vasútvonal

## Kapcsolódó állomások
A vasútállomáshoz az alábbi állomások vannak a legközelebb:
- Hilversum Media Park vasútállomás (Amsterdam–Zutphen-vasútvonal)
- Baarn vasútállomás (Amsterdam–Zutphen-vasútvonal)
- Hilversum Sportpark vasútállomás (Hilversum–Lunetten-vasútvonal)